# Piotr Skierski
Piotr Skierski (* 30. Dezember 1971 in Rybnik) ist ein ehemaliger polnischer Tischtennis-Nationalspieler. Er nahm 1992 an den Olympischen Spielen teil und spielte in den 1990er Jahren in Deutschland in der Bundesliga.

## Werdegang
Piotr Skierski begann seine Laufbahn bei den polnischen Vereinen Górnika Czerwionka (1980–1992) und Euromirexu Radom (1993–1995). Danach spielte er beim österreichischen TTC Kuchl, von wo er 1996 nach Deutschland zum DJK Kleinwallstadt wechselte. In der Saison 1997/98 trat er für TTC Helga Hannover an, danach für den TTC Frickenhausen. 2000 kehrte er nach Polen zurück.
Piotr Skierski wurde achtmal nationaler polnischer Meister, nämlich fünfmal im Doppel mit Lucjan Błaszczyk (1991, 1993, 1994, 1995, 1996) und dreimal im Mixed (1990, 1992, 1997 mit Dorota Djaczyńska-Nowacką).
Von 1989 bis 1997 nahm er an fünf Weltmeisterschaften teil, kam dabei jedoch nie in die Nähe von Medaillenrängen. Bei der Europameisterschaft 1998 gewann er mit der polnischen Mannschaft Silber hinter Frankreich. 1992 qualifizierte er sich für die Teilnahme am Einzelwettbewerb der Olympischen Spiele. Hier siegte er in der Qualifikationsgruppe gegen Augusto Morales (Chile), verlor aber gegen Ma Wenge (China) und Petr Korbel (TCH) und schied damit aus.

## Privat
Piotr Skierski ist verheiratet. Er lebt und spielt in Portugal (ADC Ponta do Pargo).